# Andrew Adams (politico)
Andrew Adams (Stratford, 7 gennaio 1736 – Litchfield, 26 novembre 1797) è stato un politico e avvocato statunitense, padre fondatore degli Stati Uniti e leader politico del Connecticut durante la Rivoluzione americana.
Come delegato del Connecticut al Secondo congresso continentale, firmò gli Articoli della Confederazione nel 1778. Dopo la guerra tornò alla professione forense e nel 1793 fu nominato giudice della Corte Suprema del Connecticut.

## Gioventù
Adams nacque a Stratford, nel Connecticut, figlio di Samuel (1703–1788) e Mary Fairchild (1698–1803) Adams. Il padre praticava legge a Stratford e fu giudice nella contea di Fairfield. Adams frequentò l'Università di Yale e si laureò nel 1760 prima della preparazione forense dal padre. Praticò dapprima a Stamford e nel 1772 fu nominato procuratore del Re per la contea di Litchfield. Si trasferì a Litchfield nel 1774 e qui rimase per il resto della sua vita. Ricevette la laurea in legge a Yale nel 1795.
Era un massone; fu membro della Loggia numero 11 di St. Paul a Litchfield, in Connecticut.

## Carriera politica
Con l'avvento della Rivoluzione americana Adams fu membro del Comitato di Sicurezza del Connecticut. Fu eletto alla Camera dei rappresentanti del Connecticut dal 1776 al 1781 e ne fu Speaker nel 1779 e 1780. Durante la guerra di rivoluzione, ebbe la carica di colonnello nell'esercito del Connecticut. Venne eletto al Secondo congresso continentale nel 1778, e firmò gli Articoli della Confederazione.
Adams fu una figura di rilievo sia nella politica dello stato che in quella nazionale. Il governatore del Connecticut Jonathan Trumbull scrisse ai deputati Roger Sherman, Titus Hosmer e Adams sui movimenti militari in quegli che oggi sono gli stati del New England. Adams e Hosmer risposero al governatore, affermando che sarebbe stata loro cura scrivere a Major Bigelow tenendo sotto controllo la situazione, organizzando una Commissione del Tesoro, ma l'iniziativa ebbe poco seguito. Dopo aver lasciato il Congresso continentale nel 1778, l'anno successivo venne nominato membro del consiglio esecutivo del Connecticut da Trumbull. Adam venne anche eletto giudice nello stesso anno, e divenne giudice della Corte Suprema del Connecticut nel 1793, rimanendo in tale carica fino alla morte. Adam è sepolto nel cimitero occidentale di Litchfield.